# Emil Krause (pianist)
Emil Krause, född 30 juli 1840 i Hamburg, död där 5 september 1916, var en tysk pianist och musikpedagog.
Krause, som var utbildad vid Leipzigs musikkonservatorium, blev 1885 lärare vid musikkonservatoriet i Hamburg (med professors titel 1893) och var 1864–1907 musikkritiker i "Hamburger Fremdenblatt". Han utgav bland annat Neuer Gradus ad Parnassum (100 etyder, 1892) och 414 Aufgaben zum Studium der Harmonielehre (sjätte upplagan 1905), varjämte han komponerade kammarmusik- och sångverk.